# محمدمهدی جعفری (کاراته‌کار)
محمد مهدی جعفری (زاده ۲۸ آذر ۱۳۴۳ تهران) ورزشکار، عضو اسبق تیم ملی کاراته ایران و مدیر عامل موسسه فرهنگی هنری و سینمایی قرن ۲۱، است.

## فعالیت ورزشی
جعفری فعالیت ورزشی خود را از سال ۱۳۵۷ و با ورزش کونگ فو آغاز کرد. آغاز فعالیت هنری جعفری نیز از سال ۱۳۸۰ و دریافت مجوز از وزارت فرهنگ و ارشاد اسلامی در سال ۱۳۸۱ و و افتتاح موسسه فرهنگی هنری و سینمائی قرن ۲۱ می‌باشد.
شروع فعالیت ورزشی کاراته : در سال ۱۳۵۸ در آکادمی کاراته واقع در خیابان تخت طاووس (مطهری) فعلی زیر نظر استاد علیرضا سلیمانی که با تعطیل شدن آکادمی در سال ۱۳۵۹ ادامه فعالیت ورزشی در باشگاه‌های پیام، ۲۲ بهمن، شین تو، شهدای گمنام همچنان زیر نظر استاد سلیمانی صورت گرفت.
عضویت در تیم ملی ایران : سال ۱۳۶۶

### عناوین به دست آمده در طول دورهٔ اول فعالیت ورزشی کاراته
- حضور در مسابقات قهرمانی جهان ۱۹۹۲ گرانادا اسپانیا، مسابقات آسیا و اقیانوسیه، استرالیا ۱۹۸۹، نیوزلند ۱۹۹۱[۳] و … مسابقات قهرمانی جهان سبک شیتوریو ۱۹۹۳ ژاپن و مسابقات بین‌المللی
- مدال نقره مسابقات تیمی قهرمانی آسیا و اقیانوسیه ۱۹۹۱ نیوزلند
- مدال برنز مسابقات انفرادی قهرمانی آسیا و اقیانوسیه ۱۹۹۱ نیوزلند
- مدال طلای مسابقات تیمی جام بین‌المللی وحدت ۱۳۶۷
- مدال برنز مسابقات انفرادی بین‌المللی دهه فجر ۱۳۶۹ وزن منهای ۸۰ کیلوگرم
- مدال نقره مسابقات انفرادی بین‌المللی دهه فجر ۱۳۶۹ وزن آزاد
- مدال نقره مسابقات انفرادی بین‌المللی دهه فجر ۱۳۷۰ وزن آزاد
- سه بار مقام اول قهرمانی کشور در مسابقات انفرادی وزن منهای ۸۰ کیلوگرم و آزاد در سال‌های ۱۳۶۶ و ۱۳۶۹ و ۱۳۷۰
- پنج بار مقام اول انفرادی قهرمانی تهران
- مقام‌های متعدد مسابقات منطقه ای مختلف و قهرمانی باشگاه‌های تهران
- دارنده گواهینامه مربیگری از فدراسیون کاراته و تقدیرنامه سال ۱۳۶۹

### دوری از کاراته: سال ۱۳۸۰
بازگشت مجدد به کاراته: پس از ۱۷ سال در سال ۱۳۹۷ مجدد به کاراته و تمرین بازگشت.

### عناوین بدست آمده در طول دورهٔ دوم فعالیت ورزشی کاراته تاکنون
- شرکت در مسابقات جهانی W.S.K.F سبک شوتوکان جهانی در تابستان ۱۳۹۸ در رده سنی ۵۵ + ایپون کومیته و کسب مدال طلای این مسابقات و همچنین کسب مدال برنز در همین مسابقات و در رده سنی ۴۵ + جیو کومیته[۴][۵]
- شرکت در مسابقات بین‌المللی ایران زمین سال ۱۳۹۸[۶] و کسب مدال طلا به همراه تیم دال (عقاب)[۷] در کنار قهرمانان جهان سامان حیدری، مهدی خدابخشی و علی مسکینی با کوچینگ استاد امیر ولدخانی و سرمربیگری احسان حیدری و با شکست تیم ملی کره جنوبی در فینال
- دارای دان ۸ از سبک شیتوریو ایران، دان ۷ از سبک شوتوکان جهانی و مدرک مربیگری درجه یک از فدراسیون کاراته